# Abbie Hoffman
Abbie Hoffman   (Worcester, 30 de novembre de 1936 - Solebury, 12 d'abril de 1989) va ser un activista social i polític estatunidenc, cofundador del Youth International Party conegut també com a Yippies. Posteriorment, es va convertir en un fugitiu de la llei, i visqué sota un sobrenom per una condemna per tràfic de cocaïna.

## Biografia
Hoffman va néixer al si d'una família jueva a Worcester. Després de ser expulsat de l'escola pública, es va matricular a la Worcester Academy, graduant-se el 1955. Després ingressà a la Universitat Brandeis, obtenint un Bachelor of Arts el 1959. Finalment, obtingué un doctorat en psicologia a la Universitat de Califòrnia a Berkeley.
Hoffman fou arrestat i jutjat per conspiració i incitació a la violència pel seu rol durant les protestes i pels violents enfrontaments amb la policia durant la Convenció Nacional Demòcrata de 1968. En aquestes accions va participar junt amb un grup anomenat Chicago Seven.
Hoffman va prendre rellevància social durant els anys 1960, tot i que practicà la major part del seu activisme durant els 1970, i ha quedat com un símbol de la revolució estudiantil i l'activisme radical d'aquella època. A la seva autobiografia de 1980 Massa aviat per ser una pel·lícula, es va descriure com un anarquista de línia anarcocomunista.
L'any 200 es va realitzar una pel·lícula autobiogràfica el titulada Steal this film en relació al seu llibre més conegut Steal this book.

### No ficció
- Fuck the System (1967) {A guidebook to accessing free food, activities, legal aid, etc., in New York City}
- Revolution For the Hell of It (1968) {Written under the pseudonym "Free"}
- Woodstock Nation (1969)
- The Conspiracy: the Chicago Eight Speak Out (amb Noam Chomsky, John Froines, David Dellinger, Tom Hayden, Rennie Davis, Lee Weiner, Bobby Seale i Jerry Rubin) (1969)
- Steal This Book (1971)
- Vote! - A Record, A Dialogue, A Manifesto - Miami Beach, 1972 And Beyond (amb Jerry Rubin i Ed Sanders) (1972)
- To america With Love: Letters From the Underground amb Anita Hoffman (1976)[6]
- Soon to Be a Major Motion Picture (1980)
- Square Dancing in the Ice Age (1982)
- Steal This Urine Test (1987)
- More Than You Ever Wanted To Know About Nuclear Waste Transports (pamflet, unknown year)

### No ficció pòstuma
- The Best of Abbie Hoffman (1990)
- Steal This Book: 25th Anniversary Edition (1996)
- Preserving Disorder: The Faking of the President 1988 (amb Jonathan Silvers) (1999)
- Autobiography of Abbie Hoffman: Second Edition (2000)
- To america With Love: Letters From the Underground amb Anita Hoffman (2000)
- Steal This Book (Four Walls Eight Windows edition) (2002)

## Discografia

### Paraula Parlada
- Wake Up, America! Big Toe Records (1970) http://www.ubu.com/sound/hoffman.html